# Terremote Tlaltenco

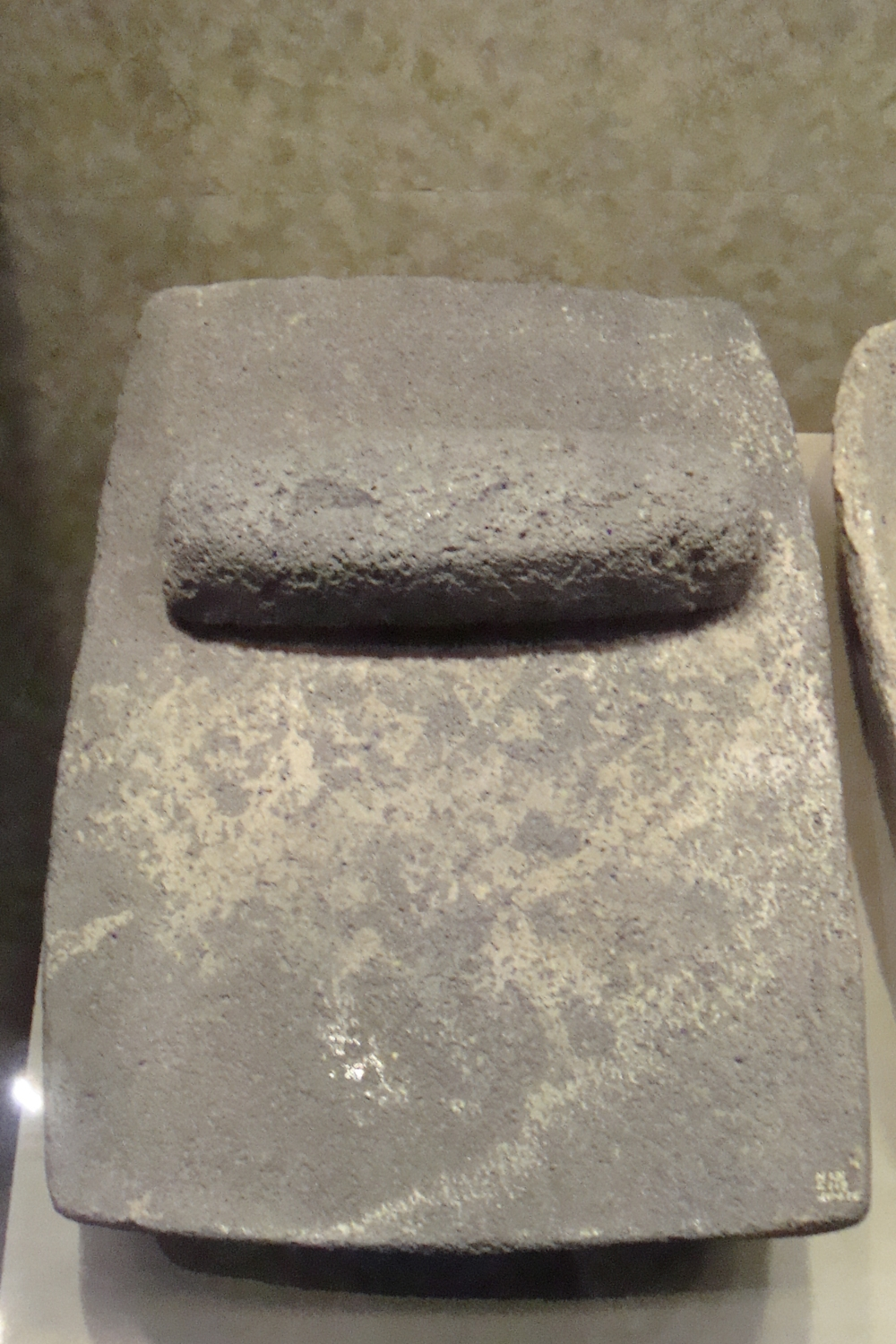
Metate encontrado en Terremote Tlaltenco, actualmente exhibido en el MNA.

Terremote Tlaltenco es un yacimiento arqueológico que se localiza en la Ciudad de México (México). Se trata de los vestigios de una antigua aldea agrícola correspondiente al período Preclásico (1200 a. C.-100 d. C.). 

## Ubicación
Terremote Tlaltenco se encuentra en los terrenos que actualmente forman parte del ejido de San Francisco Tlaltenco, uno de los siete pueblos originarios de la delegación Tláhuac, en la capital mexicana. En la época prehispánica, Terremote Tlaltenco se encontraba en la banda norte del lago de Xochimilco, al parecer en una situación insular. 

## Datos sobre el yacimiento
En Terremote Tlaltenco se descubrió un montículo empleado con fines habitacionales. Los habitantes de la aldea estaban familiarizados con la explotación de los recursos del lago, pues se ha encontrado una zona de la aldea donde se trabajaban textiles, incluyendo redes de pesca y otros utensilios para la pesca. Además, practicaban la agricultura y tenían un grupo de personas especializadas en rituales asociados a la muerte. 
Del yacimiento se han obtenido metates, molcajetes y otros utensilios para el procesamiento de las semillas y los alimentos en general, cerámica y varias herramientas de piedra y otros materiales. Terremote Tlaltenco pudo estar bajo el control de algún centro contemporáneo de relevancia, como Cuicuilco, Copilco o Tlatilco.